# برد رائو (هنرپیشه)
برد رووی (انگلیسی: Brad Rowe؛ زادهٔ ۱۵ مهٔ ۱۹۷۰) یک هنرپیشه و کنشگر اهل ایالات متحده آمریکا است. وی از سال ۱۹۹۶ میلادی تاکنون مشغول فعالیت بوده‌است.

## گزیده فیلمشناسی
از فیلم‌ها یا برنامه‌های تلویزیونی که وی در آن نقش داشته‌است می‌توان به آثار زیر اشاره کرد.
- ۷ خوش شانس (۲۰۰۳)
- خفه‌شو و مرا ببوس (۲۰۰۴)
- گنجینه ملی: کتاب رمز (۲۰۰۷)
- سرپناه (فیلم ۲۰۰۷) (۲۰۰۷) (جایزه رسانه‌ای گلد)
- پیمانکار (فیلم ۲۰۰۷) (۲۰۰۷)
- سی‌اس‌آی (۲۰۰۵)
- سی‌اس‌آی: میامی (۲۰۰۶)
- ذهن‌های مجرم (۲۰۰۶)
- سی‌اس‌آی: نیویورک (۲۰۰۷)
- بگو که دوستم داری (۲۰۰۷)
- آشنایی با مادر (۲۰۰۷)
- راننده (مجموعه تلویزیونی ۲۰۰۷) (۱۰۰۷)
- منتالیست (۲۰۰۸)
- پرونده سرد (۲۰۰۸)
- ادراک (مجموعه تلویزیونی) (۲۰۱۳–۲۰۱۴)